# 동의대학교
동의대학교(東義大學校, Dong-Eui University)는 부산광역시 부산진구에 위치한 4년제 사립 대학이다.
동의대학교는 현재 9개 단과대학, 7개 대학원에 145개의 석·박사 과정을 갖추고, 교양교육원(교양과, 교직과)을 설치해 운영하고 있다.
중앙도서관, 교육방송국, 체육진흥단, 국제언어교육원, 평생교육원, 효민생활관, 공학교육혁신센터, 동의어린이집 등의 부속기관을 두고 있다. 부설연구소로는 인문사회연구소, 미국학연구소, 지방자치연구소, 선거정치연구소, 한의학연구소, 경제경영전략연구소, 관광컨벤션연구소, 기초과학연구소, 생활과학연구소 등이 있다. 또한 운영 중인 스포츠 부서로는 야구부와 축구부 등이 있다.

## 연혁
- 1976년 12월 31일 : 경동공업전문학교 설립
- 1977년 3월 1일 : 개교
- 1979년 1월 10일 : 동의대학으로 개편
- 1979년 3월 1일 : 중앙도서관 설립
- 1983년 9월 8일 : 종합대학으로 승격, 동의대학교

## 교육 편제
다음은 2018년을 기준으로 동의대학교의 학부 과정 일람이다.
|  | - 한국어문학과 - 중국어학과 - 일본어학과 - 영어학과 - 불어불문학과 - 독어독문학과 | - 사학과 - 문헌정보학과 - 철학상담·심리학과 - 평생교육·청소년상담학과 - 유아교육과 - 미디어·광고학부 - 광고홍보학전공 - 신문방송학전공 | - 법·경찰행정학부 - 법학전공 - 경찰행정학전공 - 소방방재행정학과 - 공공인재학부 - 행정정책학전공 - 사회복지학전공 |

|  | - 경제·금융보험·재무부동산학부 - 경제학전공 - 금융보험학전공 - 재무부동산학전공 - 무역·유통학부 - 무역학전공 - 유통물류학전공 | - 경영학부 - 경영학전공 - 회계학전공 - 정보경영학부 - 경영정보학전공 - e비즈니스학전공 | - 호텔관광외식경영학부 - 국제관광경영학전공 - 호텔·컨벤션경영학전공 - 외식산업경영학전공 |

|  | - 수학과 - 물리학과 - 화학과 - 분자생물학과 - 생명응용학과 |

|  | - 간호학과 - 방사선학과 - 보육·가정상담학과 - 임상병리학과 | - 의료경영학과 - 식품영양학과 - 치위생학과 - 물리치료학과 |

|  | - 신소재공학부 - 금속소재공학전공 - 고분자소재공학전공 - 전기전자소재공학전공 - 디자인학부 - 제품디자인공학전공 - 인간·시스템디자인공학전공 | - 기계자동차로봇부품공학부 - 기계공학전공 - 로봇·자동화공학전공 - 자동차공학전공 - 산업융합시스템학부 - 산업ICT기술공학전공 - 생산정보기술공학전공 |

|  | - 건설공학부 - 건축학전공 - 건축공학전공 - 토목공학전공 - 도시공학전공 | - 바이오응용공학부 - 의생명공학전공 - 바이오의약공학전공 - 식품공학전공 | - 화학환경공학부 - 화학공학전공 - 환경공학전공 - 응용화학전공 - 조선해양공학과 |

|  | - 컴퓨터공학과 - 창의소프트웨어공학부 - 컴퓨터소프트웨어공학전공 - 응용소프트웨어공학전공 | - 전기전자통신공학부 - 전기공학전공 - 전자공학전공 - 정보통신공학전공 | - 디지털콘텐츠게임애니메이션공학부 - 디지털콘텐츠학전공 - 게임애니메이션공학전공 - 영화학과 |

|  | - 음악학과 - 디자인조형학과 - 패션디자인학과 - 체육학과 - 레저스포츠태권도학부 - 레저스포츠학전공 - 태권도학전공 |

| 동의대학교 학부 과정 (양정캠퍼스)           |                       |
| ------------------------------------------- | --------------------- |
| - 한의과대학 \| \| - 한의예과 - 한의학과 \| |                       |
|                                             | - 한의예과 - 한의학과 |

### 대학원
다음은 2018년 기준 동의대학교의 대학원과정 일람이다.
| \| - 국어국문·문예창작학과 - 영어영문학과 - 평생교육학과 - 경찰소방학과 - 경제·무역학과 - 경영정보·e비즈니스학과 - 수학정보통계학과 - 바이오의약학과[* 2] - 임상병리학과[* 2] - 건축공학과 - 기계공학과 - 지능시스템공학과 - 컴퓨터공학과 - 화학·환경·산업공학과 - 음악학과 - 체육학과 - 동아시아국제학과 - 글로벌경영학과 - 공간정보시스템학과[* 2] \| - 중·한번역학과 - 문헌정보·사학과 - 언론광고학과 - 행정정책학과 - 금융보험·부동산학과 - 유통물류학과 - 물리학과 - 스마트바이오헬스학과 - 보육·가정상담학과[* 2] - 토목공학과 - 신소재공학과 - 전자공학과[* 2] - 컴퓨터소프트웨어공학과 - 디지털미디어공학과 - 미술학과[* 2] - 영화·영상콘텐츠학과[* 2] - 불교문화학과[* 3] - 영유아교육학과 \| - 일어일문학과 - 철학상담·심리학과 - 법학과 - 사회복지학과 - 경영학과 - 호텔·관광·외식경영학과 - 화학생물학과 - 간호학과 - 식품영양학과[* 2] - 도시공학과 - 전기공학과 - 정보통신공학과 - IT융합학과[* 2] - 조선해양공학과[* 2] - 산업디자인학과 - 한의학과 - 스토리텔링학과[* 3] - 보건의과학과 \| | | |
| - 국어국문·문예창작학과 - 영어영문학과 - 평생교육학과 - 경찰소방학과 - 경제·무역학과 - 경영정보·e비즈니스학과 - 수학정보통계학과 - 바이오의약학과 - 임상병리학과 - 건축공학과 - 기계공학과 - 지능시스템공학과 - 컴퓨터공학과 - 화학·환경·산업공학과 - 음악학과 - 체육학과 - 동아시아국제학과 - 글로벌경영학과 - 공간정보시스템학과 | - 중·한번역학과 - 문헌정보·사학과 - 언론광고학과 - 행정정책학과 - 금융보험·부동산학과 - 유통물류학과 - 물리학과 - 스마트바이오헬스학과 - 보육·가정상담학과 - 토목공학과 - 신소재공학과 - 전자공학과 - 컴퓨터소프트웨어공학과 - 디지털미디어공학과 - 미술학과 - 영화·영상콘텐츠학과 - 불교문화학과 - 영유아교육학과 | - 일어일문학과 - 철학상담·심리학과 - 법학과 - 사회복지학과 - 경영학과 - 호텔·관광·외식경영학과 - 화학생물학과 - 간호학과 - 식품영양학과 - 도시공학과 - 전기공학과 - 정보통신공학과 - IT융합학과 - 조선해양공학과 - 산업디자인학과 - 한의학과 - 스토리텔링학과 - 보건의과학과 |

| 동의대학교 특수대학원 과정                                                                      |
| ----------------------------------------------------------------------------------------------- |
| - 행정복지대학원 - 경영대학원 - 산업문화대학원 - 교육대학원 - 국가안전정책대학원 - 부동산대학원 |

1. 1 2 3 4 5 6 7 8 9 10 11 12 13 14 15 16 17 18 19 20 21 22 23 24 25 26 27 28 29 30 31 32 33  교직과정 설치
2. 1 2 3 4 5 6 7 8 9 10  박사과정 미설치학과
3. 1 2  석사과정 미설치학과

## 사건/사고

### 입시 부정 항의를 비롯한 민주화 농성
1989년 5월, 동의대학교의 입시 부정에 항의하여 총학생회 간부 등이 총장실을 점거·농성하는 등 학교의 진상규명을 요구하는 한편, 학생들과의 약속을 불이행한 노태우 정권을 규탄하며 집회가 확장되었다. 이후 경찰관과의 마찰이 발생한 학생들이 전투경찰 5명을 납치, 폭행하고 감금하는 등의 사태로 경찰관 7명이 화재와 추락 등으로 숨지는 등, 사상자를 낸 사건이다. 1993년 10월 검찰의 재수사로 입시 부정은 사실로 드러났으며, 2002년 4월 29일 본 사건에 연루된 학생 등이 민주화운동 관련자로 인정되었다. 2009년 민주화 운동으로 최종 인정되었다.

## 캠퍼스 풍경
동의대학교는 부산광역시 소재 사립 대학으로, 부산진구에 캠퍼스를 두고 있다. 가야캠퍼스와 양정캠퍼스로 이원화되어 있으나, 같은 행정구역에 위치하기 때문에 법적으로는 가야동에 위치한 가야캠퍼스와 통합 캠퍼스로 공시하고 있다. 약 57만m2의 교지가 있다.

## 주변 주요 시설
가야캠퍼스
- 가야고등학교
- 동의대역
- 좌천역

양정캠퍼스
- 부산여자대학교
- 동의과학대학교
- 양정역

## 부속기관
- 중앙도서관
- 박물관
- 전산정보원
- 교육방송국
- 체육진흥단
- 국제언어교육원
- 평생교육원
- 효민생활관
- 동의어린이집

## 같이 보기
- 대한민국의 교육